# Behind the News
Behind the News é um filme norte-americano de 1940, do gênero drama, dirigido por Joseph Santley e estrelado por Lloyd Nolan e Doris Davenport.

## A produção
Esta é mais uma das produções características da Republic Pictures, com orçamento modesto e elenco sem expressão. Entretanto, o filme recebeu uma indicação ao Oscar de Melhor Mixagem de Som, categoria sempre generosa com o estúdio ao longo da história deste—foram doze indicações entre 1935 e 1952.
Behind the News foi refilmado pela Republic em 1955, com o título de Headline Hunters, sob a direção de William Witney.

## Sinopse
Jeff Flavin, jornalista recém-formado, é contratado pelo Enquirer e alia-se a Stuart Woodrow, um colega beberrão, para desmantelar um esquema criminoso.

## Principais premiações
| Prêmio | Categoria             | Situação |
| ------ | --------------------- | -------- |
| Oscar  | Melhor Mixagem de Som | Indicado |

## Elenco
| Ator/Atriz       | Personagem               |
| ---------------- | ------------------------ |
| Lloyd Nolan      | Stuart Woodrow           |
| Doris Davenport  | Barbara Shaw             |
| Frank Albertson  | Jeff Flavin              |
| Robert Armstrong | Vic Archer               |
| Paul Harvey      | Promotor Hardin S. Kelly |
| Charles Halton   | Neil Saunders            |
| Eddie Conrad     | Enrico                   |
| Harry Tyler      | Monroe                   |
| Dick Elliott     | Foster                   |
| Veda Ann Borg    | Bessie                   |